# イースト・ハム
イースト・ハム(East Ham)は、ロンドン東部ニューアム・ロンドン特別区にある地区。

## 交通
ロンドン地下鉄・ディストリクト線、ハマースミス&シティー線のイーストハム駅

## 出身有名人
- マイケル・ヘクター - プロサッカー選手